# Vanja Milinković-Savić
Vanja Milinković-Savić (in serbo Вања Милинковић-Савић?; Ourense, 20 febbraio 1997) è un calciatore serbo, portiere del Napoli, in prestito dal Torino, e della nazionale serba.

## Biografia
Milinković-Savić nasce ad Ourense, in Spagna, da genitori originari dell'ex Jugoslavia: il padre Nikola Milinković è stato un calciatore professionista, mentre la madre Milana Savić è stata una cestista professionista. È fratello minore di Sergej, di ruolo centrocampista, suo compagno di squadra nelle giovanili di Grazer AK e Vojvodina.

## Caratteristiche tecniche
Portiere dalla stazza fisica imponente (202 cm per 92 kg di peso), dalle eccellenti doti fisiche, si distingue inoltre per il senso della posizione, l’ecletticità delle parate, il carisma e dunque il comando di tutta la difesa.
È dotato di un lancio molto potente e si distingue per la sua abilità nel tirare calci di punizione e rigori, testimoni di un suo passato da attaccante in età giovanile.

## Carriera

### Club

#### Vojvodina e parentesi Manchester United
Dopo esser cresciuto per 2 anni nelle giovanili del Grazer AK e 8 anni in quelle del Vojvodina, il 2 aprile 2014 firma il suo primo contratto da professionista proprio con quest'ultimo club serbo, nella Superliga, valevole per tre anni. Il 17 maggio successivo (ma con decorrenza dal 1º luglio) viene ceduto al club inglese del Manchester Utd, in Premier League, per circa 1,75 milioni di euro, rimanendo in Serbia per un'ulteriore stagione in prestito. L'esordio arriva il 10 agosto 2014 in occasione della prima partita di campionato, vinta per 3-0 contro l'OFK Belgrado. Nella prima parte di stagione disputa tutti i novanta minuti delle prime quindici partite disputate dalla sua squadra, per poi perdere il posto da titolare conquistato dal compagno di squadra Srđan Žakula. Nella sua prima stagione da professionista disputa diciannove partite dove subisce ventidue reti.

#### Lechia Danzica
Dopo non essere riuscito ad ottenere il permesso di lavoro per giocare in Inghilterra con la maglia dei Red Devils, nel novembre del 2015 si svincola da quest'ultimo e decide di firmare un contratto quadriennale con il club polacco del Lechia Danzica, in Ekstraklasa, con effetto dal 1º gennaio 2016. Nella sua prima metà di stagione a Danzica gioca 11 partite in campionato, subendo 10 reti, mentre nella seconda ne disputa altre 18, sempre in campionato, prendendo 22 gol.

#### Torino
Il 31 gennaio 2017 viene acquistato dal Torino, in Serie A, per 2,6 milioni di euro, restando inizialmente in prestito al club polacco fino al termine della stagione, salvo poi cambiare idea a causa del mancato utilizzo del portiere da parte di quest'ultima società dopo aver perfezionato il trasferimento. Pertanto, nonostante non possa essere schierato in campo sino alla fine della stagione, il successivo 10 aprile si trasferisce nel capoluogo piemontese per potersi allenare sin da subito con i nuovi compagni agli ordini del mister Siniša Mihajlović e agevolare il proprio processo di ambientamento in Italia.
Esordisce con la maglia granata nel match di Coppa Italia contro il Carpi del 29 novembre 2017 (vinto 2-0). Durante la partita mette in mostra le sue doti balistiche, calciando una punizione dai 30 metri e colpendo in pieno la traversa. Il 20 dicembre è protagonista del successo sul campo della Roma negli ottavi di finale, parando un calcio di rigore al bosniaco Edin Džeko. Esordisce in Serie A nell'ultima partita di (20 maggio 2018) vinta dal Torino per 1-2 sul campo del Genoa.

#### Prestiti a SPAL, Ascoli e Standard Liegi

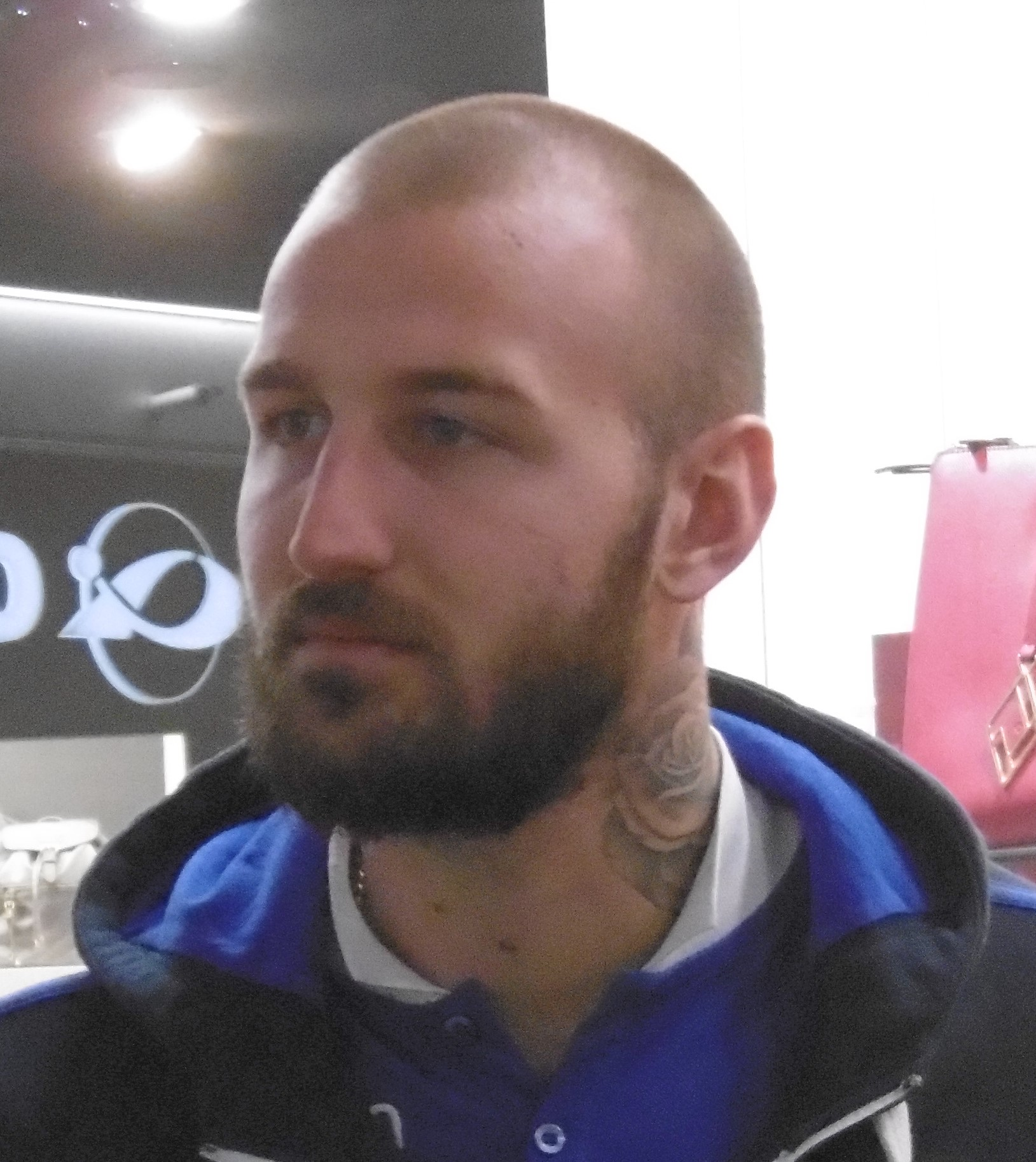
Milinković-Savić durante la sua militanza alla nel 2018

Il 6 luglio 2018 passa in prestito secco alla SPAL per una stagione. Esordisce con i ferraresi il 20 ottobre seguente, giocando da titolare nella vittoria per 2-0 sul campo della Roma e venendo anche espulso al 75º per doppia ammonizione.
Il 31 gennaio 2019 rientra al Torino, che il giorno stesso lo cede in prestito secco all'Ascoli, in Serie B. Debutta il 16 febbraio seguente, giocando da titolare la gara casalinga persa con la Salernitana (2-4). Gioca in tutto 8 partite in campionato, subendo 16 gol.
Il 29 giugno 2019 passa in prestito con diritto di riscatto ai belgi dello Standard Liegi, in Pro League. Sotto la gestione di Michel Preud'homme, gioca solo 3 partite in UEFA Europa League, senza mai esordire in campionato.

#### Rientro al Torino
Terminato il prestito in Belgio fa ritorno al Torino, dove l'allenatore Marco Giampaolo lo sceglie come secondo portiere alla spalle di Salvatore Sirigu. Si è distinto nella partita contro il Milan agli ottavi di finale della Coppa Italia 2020-2021, riuscendo a mantenere il pareggio contro gli avversari con le sue buone parate fino ai tempi supplementari, ai tiri di rigore calcerà dal dischetto mettendo a segno una rete, ma il Torino perderà per 5-4.
Dopo una stagione in cui ha giocato 8 partite tra campionato e Coppa Italia, rinnova il suo contratto con il Toro sino al 2024. A partire dalla stagione 2021-2022, in seguito alla partenza di Sirigu, gli viene affidato il ruolo di portiere titolare del Torino, salvo poi perderlo in favore di Etrit Berisha nel girone di ritorno.
Nella stagione 2022-2023, torna a coprire il ruolo di portiere titolare, chiudendo il girone di andata in prima posizione della classifica di parate percentuali in Serie A.

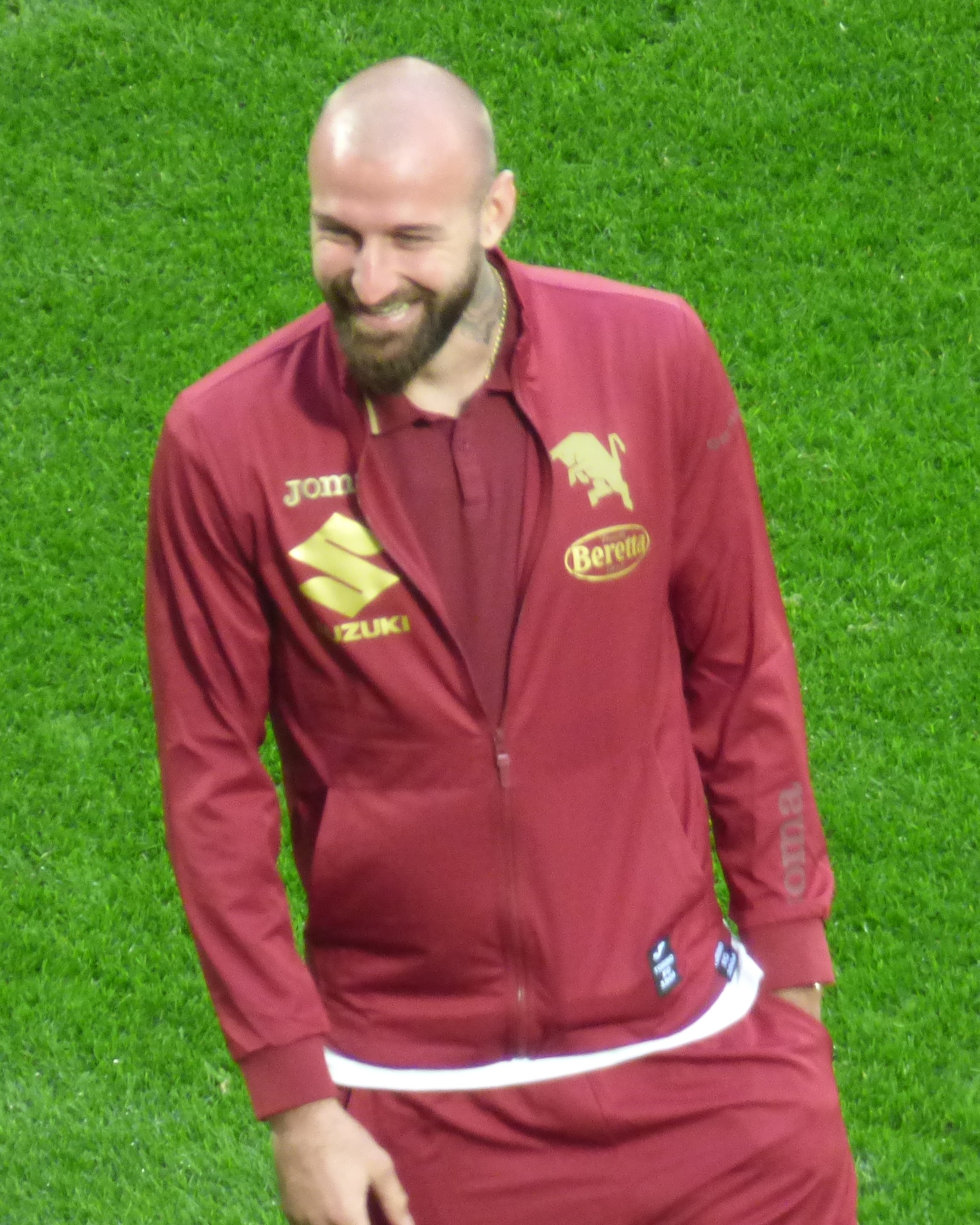
Milinković-Savić al nel 2023

Nella stagione 2023-2024 è titolare inamovibile, e contribuisce in maniera decisiva all'inespugnabilità della difesa granata, arrivando a collezionare 18 clean sheets, alle spalle del solo Yann Sommer. Il 16 febbraio veste per la prima volta la fascia da capitano, nella partita in casa vinta 2-0 contro il Lecce.
Nella stagione seguente, oltre a riconfermarsi come uno dei portieri con più parate in campionato, diviene anche uno dei migliori pararigori in Europa; difatti, con 4 rigori parati su 5, è al secondo posto della classifica di portieri con più rigori parati in una singola stagione di Serie A (dietro solo a Samir Handanovič nel 2010-2011 con 6) e al secondo posto della classifica di percentuale di rigori parati in un'annata, con almeno tre rigori affrontati (80%, dietro solo ad Eugenio Lamanna con il 100% nel 2014-2015).

#### Napoli
Il 26 luglio 2025 viene ingaggiato dal Napoli in prestito oneroso per 15 milioni di euro, con diritto di riscatto fissato a 6,5 milioni e tramutabile in obbligo all'ottenimento di almeno un punto in campionato degli azzurri a partire dal 1º febbraio 2026.

### Nazionale

#### Nazionali giovanili

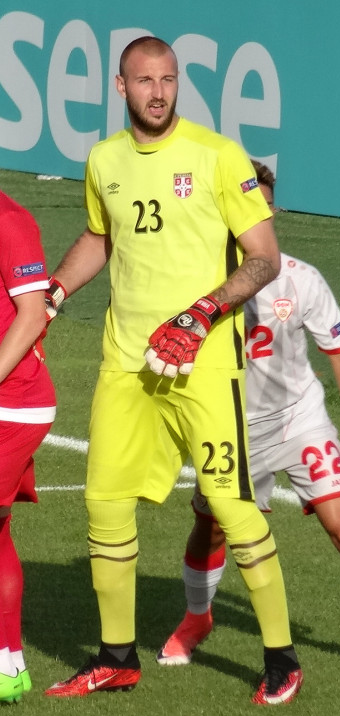
Milinković-Savić in azione per la nel 2017

Dopo aver partecipato con la nazionale Under-19 serba agli Europei 2014, terminati al terzo posto, viene convocato dalla nazionale Under-20 per i vittoriosi Mondiali 2015. Ha partecipato inoltre agli Europei Under-21 in Polonia nel giugno del 2017.

#### Nazionale maggiore
Il 6 novembre 2021, riceve la sua prima convocazione in nazionale maggiore. Fa quindi il suo esordio con la Serbia cinque giorni dopo, nell'amichevole vinta per 4-0 contro il Qatar.
Nel novembre del 2022, viene incluso dal CT Dragan Stojković nella rosa serba partecipante al campionato del mondo 2022 in Qatar, rassegna in cui assume il ruolo di portiere titolare.
Viene incluso anche tra i convocati per partecipare al campionato d'Europa 2024 in Germania, in cui però fa il secondo alle spalle di Predrag Rajković.

## Statistiche

### Presenze e reti nei club
Statistiche aggiornate al 26 luglio 2025.
| Stagione              | Squadra               | Campionato            | Campionato | Campionato | Coppe nazionali | Coppe nazionali | Coppe nazionali | Coppe continentali | Coppe continentali | Coppe continentali | Altre coppe | Altre coppe | Altre coppe | Totale | Totale |
| Stagione              | Squadra               | Comp                  | Pres       | Reti       | Comp            | Pres            | Reti            | Comp               | Pres               | Reti               | Comp        | Pres        | Reti        | Pres   | Reti   |
| --------------------- | --------------------- | --------------------- | ---------- | ---------- | --------------- | --------------- | --------------- | ------------------ | ------------------ | ------------------ | ----------- | ----------- | ----------- | ------ | ------ |
| 2014-2015             | Vojvodina             | SL                    | 17         | -20        | CS              | 2               | -2              | UEL                | 0                  | 0                  | -           | -           | -           | 19     | -22    |
| lug.-nov. 2015        | Manchester Utd        | PL                    | 0          | 0          | FACup+CdL       | -               | -               | UCL+UEL            | -                  | -                  | -           | -           | -           | 0      | 0      |
| gen.-giu. 2016        | Lechia Danzica        | EK                    | 11         | -10        | CP              | 0               | 0               | -                  | -                  | -                  | -           | -           | -           | 11     | -10    |
| 2016-2017             | Lechia Danzica        | EK                    | 18         | -22        | CP              | 0               | 0               | -                  | -                  | -                  | -           | -           | -           | 18     | -22    |
| Totale Lechia Danzica | Totale Lechia Danzica | Totale Lechia Danzica | 29         | -32        |                 | 0               | 0               |                    | -                  | -                  |             | -           | -           | 29     | -32    |
| 2017-2018             | Torino                | A                     | 1          | -1         | CI              | 3               | -3              | -                  | -                  | -                  | -           | -           | -           | 4      | -4     |
| 2018-gen. 2019        | SPAL                  | A                     | 2          | -4         | CI              | 1               | -2              | -                  | -                  | -                  | -           | -           | -           | 3      | -6     |
| gen.-giu. 2019        | Ascoli                | B                     | 8          | -16        | CI              | 0               | 0               | -                  | -                  | -                  | -           | -           | -           | 8      | -16    |
| 2019-2020             | Standard Liegi        | D1                    | 0          | 0          | CB              | 0               | 0               | UEL                | 3                  | -6                 | -           | -           | -           | 3      | -6     |
| 2020-2021             | Torino                | A                     | 5          | -6         | CI              | 3               | -1              | -                  | -                  | -                  | -           | -           | -           | 8      | -7     |
| 2021-2022             | Torino                | A                     | 27         | -33        | CI              | 1               | 0               | -                  | -                  | -                  | -           | -           | -           | 28     | -33    |
| 2022-2023             | Torino                | A                     | 38         | -41        | CI              | 4               | -2              | -                  | -                  | -                  | -           | -           | -           | 42     | -43    |
| 2023-2024             | Torino                | A                     | 36         | -31        | CI              | 1               | -1              | -                  | -                  | -                  | -           | -           | -           | 37     | -32    |
| 2024-2025             | Torino                | A                     | 37         | -42        | CI              | 2               | -2              | -                  | -                  | -                  | -           | -           | -           | 39     | -44    |
| Totale Torino         | Totale Torino         | Totale Torino         | 144        | -154       |                 | 14              | -9              |                    | -                  | -                  |             | -           | -           | 158    | -163   |
| 2025-2026             | Napoli                | A                     | -          | -          | CI              | -               | -               | UCL                | -                  | -                  | SI          | -           | -           | -      | -      |
| Totale carriera       | Totale carriera       | Totale carriera       | 200        | -226       |                 | 17              | -13             |                    | 3                  | -6                 |             | -           | -           | 220    | -245   |

### Cronologia presenze e reti in nazionale
| Cronologia completa delle presenze e delle reti in nazionale ― Serbia | Cronologia completa delle presenze e delle reti in nazionale ― Serbia | Cronologia completa delle presenze e delle reti in nazionale ― Serbia | Cronologia completa delle presenze e delle reti in nazionale ― Serbia | Cronologia completa delle presenze e delle reti in nazionale ― Serbia | Cronologia completa delle presenze e delle reti in nazionale ― Serbia | Cronologia completa delle presenze e delle reti in nazionale ― Serbia | Cronologia completa delle presenze e delle reti in nazionale ― Serbia |
| Data                                                                  | Città                                                                 | In casa                                                               | Risultato                                                             | Ospiti                                                                | Competizione                                                          | Reti                                                                  | Note                                                                  |
| --------------------------------------------------------------------- | --------------------------------------------------------------------- | --------------------------------------------------------------------- | --------------------------------------------------------------------- | --------------------------------------------------------------------- | --------------------------------------------------------------------- | --------------------------------------------------------------------- | --------------------------------------------------------------------- |
| 11-11-2021                                                            | Belgrado                                                              | Serbia                                                                | 4 – 0                                                                 | Qatar                                                                 | Amichevole                                                            | -                                                                     |                                                                       |
| 24-3-2022                                                             | Budapest                                                              | Ungheria                                                              | 0 – 1                                                                 | Serbia                                                                | Amichevole                                                            | -                                                                     |                                                                       |
| 2-6-2022                                                              | Belgrado                                                              | Serbia                                                                | 0 – 1                                                                 | Norvegia                                                              | UEFA Nations League 2022-2023 - 1º turno                              | -1                                                                    |                                                                       |
| 12-6-2022                                                             | Lubiana                                                               | Slovenia                                                              | 2 – 2                                                                 | Serbia                                                                | UEFA Nations League 2022-2023 - 1º turno                              | -2                                                                    |                                                                       |
| 24-9-2022                                                             | Belgrado                                                              | Serbia                                                                | 4 – 1                                                                 | Svezia                                                                | UEFA Nations League 2022-2023 - 1º turno                              | -1                                                                    |                                                                       |
| 27-9-2022                                                             | Oslo                                                                  | Norvegia                                                              | 0 – 2                                                                 | Serbia                                                                | UEFA Nations League 2022-2023 - 1º turno                              | -                                                                     |                                                                       |
| 18-11-2022                                                            | Riffa                                                                 | Bahrein                                                               | 1 – 5                                                                 | Serbia                                                                | Amichevole                                                            | -1                                                                    |                                                                       |
| 24-11-2022                                                            | Lusail                                                                | Brasile                                                               | 2 – 0                                                                 | Serbia                                                                | Mondiali 2022 - 1º turno                                              | -2                                                                    |                                                                       |
| 28-11-2022                                                            | Al Wakrah                                                             | Camerun                                                               | 3 – 3                                                                 | Serbia                                                                | Mondiali 2022 - 1º turno                                              | -3                                                                    |                                                                       |
| 2-12-2022                                                             | Doha                                                                  | Serbia                                                                | 2 – 3                                                                 | Svizzera                                                              | Mondiali 2022 - 1º turno                                              | -3                                                                    |                                                                       |
| 24-3-2023                                                             | Belgrado                                                              | Serbia                                                                | 2 – 0                                                                 | Lituania                                                              | Qual. Euro 2024                                                       | -                                                                     |                                                                       |
| 27-3-2023                                                             | Podgorica                                                             | Montenegro                                                            | 0 – 2                                                                 | Serbia                                                                | Qual. Euro 2024                                                       | -                                                                     |                                                                       |
| 20-6-2023                                                             | Razgrad                                                               | Bulgaria                                                              | 1 – 1                                                                 | Serbia                                                                | Qual. Euro 2024                                                       | -1                                                                    |                                                                       |
| 7-9-2023                                                              | Belgrado                                                              | Serbia                                                                | 1 – 2                                                                 | Ungheria                                                              | Qual. Euro 2024                                                       | -2                                                                    |                                                                       |
| 10-9-2023                                                             | Kaunas                                                                | Lituania                                                              | 1 – 3                                                                 | Serbia                                                                | Qual. Euro 2024                                                       | -1                                                                    |                                                                       |
| 14-10-2023                                                            | Budapest                                                              | Ungheria                                                              | 2 – 1                                                                 | Serbia                                                                | Qual. Euro 2024                                                       | -2                                                                    |                                                                       |
| 17-10-2023                                                            | Belgrado                                                              | Serbia                                                                | 3 – 1                                                                 | Montenegro                                                            | Qual. Euro 2024                                                       | -1                                                                    |                                                                       |
| 19-11-2023                                                            | Leskovac                                                              | Serbia                                                                | 2 – 2                                                                 | Bulgaria                                                              | Qual. Euro 2024                                                       | -2                                                                    |                                                                       |
| 4-6-2024                                                              | Vienna                                                                | Austria                                                               | 2 – 1                                                                 | Serbia                                                                | Amichevole                                                            | -2                                                                    |                                                                       |
| Totale                                                                |                                                                       | Presenze                                                              | 19                                                                    |                                                                       | Reti                                                                  | -24                                                                   |                                                                       |

## Palmarès

### Nazionale
- Campionato mondiale Under-20: 1

Nuova Zelanda 2015